# Tenis de mesa en los Juegos Europeos
El tenis de mesa en los Juegos Europeos se realiza desde la primera edición. El evento es organizado por los Comités Olímpicos Europeos, junto con la Unión Europea de Tenis de Mesa (ETTU). 

## Ediciones
| Núm. | Año  | Sede                 | Instalación              |
| ---- | ---- | -------------------- | ------------------------ |
| I    | 2015 | Bakú ( Azerbaiyán)   | Pabellón de Deportes     |
| II   | 2019 | Minsk ( Bielorrusia) | Centro Olímpico de Tenis |
| III  | 2023 | Cracovia ( Polonia)  | Hutnik Arena             |

## Medallero
- Actualizado a Cracovia 2023.

| Núm. | País            | Oro | Plata | Bronce | Total |
| ---- | --------------- | --- | ----- | ------ | ----- |
| 1    | Alemania        | 8   | 2     | 0      | 10    |
| 2    | Rumania         | 2   | 2     | 2      | 6     |
| 3    | Portugal        | 2   | 1     | 2      | 5     |
| 4    | Países Bajos    | 1   | 2     | 0      | 3     |
| 5    | Francia         | 1   | 1     | 3      | 5     |
| 6    | Suecia          | 0   | 2     | 0      | 2     |
| 7    | Bielorrusia     | 0   | 1     | 0      | 1     |
| 7    | Dinamarca       | 0   | 1     | 0      | 1     |
| 7    | Hungría         | 0   | 1     | 0      | 1     |
| 7    | Mónaco          | 0   | 1     | 0      | 1     |
| 11   | Austria         | 0   | 0     | 1      | 1     |
| 11   | Croacia         | 0   | 0     | 1      | 1     |
| 11   | Luxemburgo      | 0   | 0     | 1      | 1     |
| 11   | Polonia         | 0   | 0     | 1      | 1     |
| 11   | República Checa | 0   | 0     | 1      | 1     |
| 11   | Turquía         | 0   | 0     | 1      | 1     |
| 11   | Ucrania         | 0   | 0     | 1      | 1     |
|      | TOTAL           | 14  | 14    | 14     | 42    |